# Diastávrosi Palaiokástrou
Diastávrosi Palaiokástrou (Diastavrosi Palaiokastrou) är en ort i Grekland.   Den ligger i prefekturen Chalkidike och regionen Mellersta Makedonien, i den nordöstra delen av landet, 270 km norr om huvudstaden Aten. Diastávrosi Palaiokástrou ligger 576 meter över havet och antalet invånare är 206.
Terrängen runt Diastávrosi Palaiokástrou är kuperad. Runt Diastávrosi Palaiokástrou är det ganska glesbefolkat, med 21 invånare per kvadratkilometer. Närmaste större samhälle är Polýgyros, 7,2 km söder om Diastávrosi Palaiokástrou. == Kommentarer ==
1. ↑  Framräknat ur variansen i alla höjduppgifter (DEM 3") från Viewfinder Panoramas, inom 10 km radie.[2] Mer om algoritmen finns här: Användare:Lsjbot/Algoritmer.